# توکنهام
توکنهام (به انگلیسی: Tockenham) یک روستا و محله مدنی در بریتانیا است که در ویلتشر واقع شده‌است. توکنهام ۲۳۸ نفر جمعیت دارد.